# Парорио
Парорио (грч. Παρόρειο) је насељено место у општини Гребен у периферији Западна Македонија, Грчка. Према попису из 2021. године било је 7 становника.
Према бугарском географу и историчару, Василу Канчову, у Парорију је 1900. године живело 63 Грка. Село се раније звало Рјахово.